# Inês Armand
Inês Armand (ou Inessa Armand, nascida Inès Stéphane; 8 de Maio de 1874—24 de Setembro de 1920) foi uma comunista francesa que viveu a maior parte de sua vida na Rússia. Ela teve um prolongado romance com o líder soviético, Vladimir Lênin.

## Morte
Morreu de cólera na manhã de 24 de setembro de 1920, aos 46 anos. Foi enterrada na Necrópole Kremlin Wall em Moscou.